# Hebius ishigakiensis
Hebius ishigakiensis (яєямський вуж) — вид змій родини полозових (Colubridae). Ендемік Японії.

## Поширення і екологія
Яєямські вужі мешкають на островах Ісіґакі та Іріомоте в групі островів Яеяма в архіпелазі Рюкю. Вони живуть на берегах річок, рисових полях і водно-болотних угіддях, на рівнинах і в гірських районах. Живляться амфібіями і ящірками.

## Збереження
МСОП класифікує стан збереження цього виду як близький до загрозливого. Hebius celebicus загрожує хижацтво з боку інтродукованих тварин.